# زمین‌لرزه ۱۹۸۵ مندوزا
زمین‌لرزه مندوزا  در تاریخ ۲۶ ژانویه ۱۹۸۵ میلادی، برابر با ‎۶ بهمن ۱۳۶۳، ساعت ۳:۰۶:۵۷ به زمان یوتی‌سی در آرژانتین ، منطقه مندوزا رخ داد. ژرفای این زلزله ۱۸٫۷ کیلومتر بود، و بزرگی آن ۵٫۹ در مقیاس Mw اعلام شده‌است. زمین‌لرزه به وقت محلی در روز شنبه، ساعت ۰ روی داده و منطقه زمانی آن یوتی‌سی -۳ بوده‌است (با لحاظ تغییر ساعت تابستانی).
سازمان زمین‌شناسی آمریکا نیز رومرکز این زمین‌لرزه را در مختصات ۳۳°۰۳′۱۱″جنوبی ۶۸°۲۸′۰۱″غربی / ۳۳٫۰۵۳°جنوبی ۶۸٫۴۶۷°غربی و ژرفای آنرا در ۵ کیلومتر گزارش کرده‌است. بزرگی برگزیدهٔ این سازمان از میان بزرگیهای محاسبه‌شدهٔ مختلف ۶ در مقیاس Mb بوده و از دید اثر، در میان چهار دسته‌بندی «نامحسوس»، «محسوس»، «زیان‌آور» یا «با تلفات»، زلزله را «با تلفات» اعلام کرده‌است.نزدیک به ۱۲۵۰۰ ساختمان در زمین‌لرزه خراب یا آسیب دیده‌است.
پروژهٔ «تنسور گشتاور مرکزوار» زاویه‌های (راستا، شیب، ریک) گسل سازندهٔ زمین‌لرزه و صفحه عمود بر آنرا (°۱۵۸، °۳۸، °۶۵) یا (°۹، °۵۶، °۱۰۸) و نوع گسل را «معکوس» فرارسانده‌است.
شمار کشتگان زلزله حدود ۶ نفر بوده‌است.تعداد زخمیان ۲۴۰ نفر برآورده شده‌است.